# 주젠지호
주젠지 호(일본어: 中禅寺湖 주젠지코[*])는 도치기현 닛코시에 있는 호수로 닛코 국립공원에 속해 있다. 일본의 호소 중 25번째로 큰 면적을 가졌다. 호수의 유출하천인 다이야 강으로 빠지는 길목에 자살로 유명한 게곤 폭포가 있다.

## 지리
2만년전 난타이 산의 분화로 생성된 폐색호이다. 인공호를 제외하고, 넓이 4km2이상의 호수로는 일본에서 가장 높은 곳에 있는 호수이기도 하다. 해발 1269m에 위치해 있다. 또, 도치기 현내에서 가장 넓은 호수로 11.62km2의 면적과 둘레는 25km이며, 최대수심은 163m에 이른다. 투명도는 8 ~ 10m로 빈영양호에 속한다. 호수 북쪽에는 난타이 산이 입지해 있으며 북서쪽으로는 습원인 센조가하라가 널게 퍼져 있다. 호수 남쪽에는 핫초데 섬으로 불리는 가늘게 뻗어 있는 반도가 있으며, 호수 안 고즈케 섬에는 호수를 처음 발견한 승려 쇼도의 유골을 납입한 석비가 있다.
- 유입하천 : 유가와 강 등
- 유출하천 : 다이야 강[1]

1. ↑  “Shōbuhama의 주젠지 호”. 2023년 4월 10일에 확인함.